# 56678 Alicewessen
56678 Alicewessen è un asteroide della fascia principale. Scoperto nel 2000, presenta un'orbita caratterizzata da un semiasse maggiore pari a 3,0705692 UA e da un'eccentricità di 0,1105047, inclinata di 8,75020° rispetto all'eclittica.